# Elvira Willman
Agnes Elvira Maria Willman-Eloranta, född 10 augusti 1875 i Nystad, död 17 april 1925 i Moskva, var en finländsk författare.
Willman bedrev under en tid studier i språk och litteratur vid Helsingfors universitet och vid Sorbonne i Paris. Hon debuterade 1903 med pjäsen Lyyli, som uppfördes på Finlands nationalteater. Hon hade i början av 1900-talet anslutit sig till arbetarrörelsen och tog i sitt författarskap särskilt upp arbetarkvinnornas situation. Hon skrev berättelser, skådespel, dikter och artiklar som publicerades i socialistiska tidningar. Under en period hade hon ett eget teatersällskap, som uppförde hennes pjäser, i vilka det revolutionära budskapet förenades med kristendomen. Efter finska inbördeskriget 1918 flyttade Willman och maken Voitto Eloranta till Petrograd, där hennes skådespel till en början uppfördes. De fängslades 1920 på grund av att maken hade lett den grupp som utförde attentatet mot Kuusinens klubb i Petrograd samma år. Maken avrättades 1923 och Willman 1925.